# Високоключевий
Високоключевий (рос. Высокоключевой) — селище у Гатчинському районі Ленінградської області Російської Федерації.
Населення становить 1441 особу. Орган місцевого самоврядування — Кобринське сільське поселення.

## Географія
Населений пункт розташований на південній околиці міста Санкт-Петербурга.

## Історія
Згідно із законом від 16 грудня 2004 року № 113—оз належить до муніципального утворення Кобринське сільське поселення.

## Населення
| 1990 | 1997  | 2002  | 2007  | 2010  | 2014  | 2017  |
| ---- | ----- | ----- | ----- | ----- | ----- | ----- |
| 1562 | ↘1101 | ↗1135 | ↗1296 | ↗1356 | ↘1325 | ↗1441 |